# Fundtier
Ein Fundtier oder ein Findeltier (Schweiz) ist ein Haus- oder Nutztier, das niemand besitzt, welches aber nicht herrenlos ist. In einigen Fällen wird durch die Auffindesituation deutlich, dass das Tier ausgesetzt wurde, während es auch möglich ist, dass ein Fundtier lediglich entlaufen oder aus einem Gehege (oder ähnlichem) ausgebrochen ist.

## Deutschland

### Allgemeines
Wer in Deutschland einen Hund, eine Katze oder ein Kleintier findet, bei dem ist, ob es Besitzer gibt, die das Tier gern wieder aufnehmen würden, so ist die jeweilige Gemeinde zuständig. Die Verantwortung für das Fundtier wird normalerweise an ein Tierheim übertragen, wo es innerhalb von einem halben Jahr von seinen ursprünglichen Besitzern abgeholt werden kann.
Das deutsche BGB schreibt (im § 90 a) zwar vor, dass Tiere nicht als Gegenstände zu betrachten sind, erlaubt jedoch die für Sachen geltenden Vorschriften anzuwenden, soweit nichts anderes bestimmt ist. Somit finden die Bestimmungen über Fundsachen (§§ 965 ff. BGB) auch bei Fundtieren Anwendung. Die Bundestierärztekammer beklagt in diesem Zusammenhang, dass es keine gesetzliche Regelungen dazu gibt, wer beispielsweise anfallende Tierarztkosten von Fundtieren zu tragen hat, bei denen es sich nicht um die Behandlung von Verletzungen oder akuten Erkrankungen bzw. unerlässliche prophylaktisch Maßnahmen (wie Impfungen oder Entwurmungen) handelt.

### Sonderfall: angefahrene Tiere
Falls ein Tier mit dem Auto angefahren wird, empfiehlt der ADAC verunfallte Tiere, die tot sind, nur mit Handschuhen anzufassen und von der Straße zu ziehen. Überlebt ein Tier die Kollision, so sollte bei Haustieren zunächst festgestellt werden, ob sich diese durch ein Halsband oder eine sonstige Tierkennzeichnung (Tätowierung, Chip etc.) identifizieren lassen. Die Polizei muss verständigt werden, da es sonst ggf. zu einer Anklage im Rahmen des Tierschutzgesetzes (Tatbestand: Tierquälerei) oder einer Anzeige wegen Unfallflucht kommen könnte.
Bei einem Wildunfall angefahrene Wildtiere sind nicht als Fundtiere zu betrachten. In Deutschland muss in diesem Fall die Polizei verständigt werden, egal ob das Tier sofort tot war oder verletzt wurde. Je nach Bundesland muss zusätzlich ein Jäger verständigt werden, der eine „Wildschadenbescheinigung“ für die Versicherung ausstellt. Wer ein angefahrenes Wildtier eigenmächtig vom Unfallort entfernt, kann wegen Wilderei angeklagt werden.

## Schweiz
2003 wurde das schweizerische Recht in Bezug auf den Tierschutz nach über zehnjährigen Vorarbeiten geändert. Art. 641a Abs. 1 ZGB hält fest, dass Tiere keine Sache darstellen. Mit diesem Datum sind Tiere vom reinen Objektstatus befreit und nehmen eine eigene Rechtsstellung zwischen Personen und Sachen ein. Diese Änderung der Rechtsstellung führte dazu, dass neben anderen Kapiteln des Privatrechts auch das Fundrecht der neuen Mensch-Tier-Beziehung angepasst werden musste.